# ISO 3166-2:KM
ISO 3166-2:KM is een ISO-standaard met betrekking tot de zogenaamde geocodes. Het is een subset van de ISO 3166-2 tabel, die specifiek betrekking heeft op de Comoren.
De gegevens werden tot op 26 november 2018 geüpdatet op het ISO Online Browsing Platform (OBP). Hier worden 3 eilanden  -  island (en) / île (fr) / jazā’ir (ar) - gedefinieerd in drie talen.
Volgens de eerste set, ISO 3166-1, staat KM voor de Comoren, het tweede gedeelte is de eerste letter van de Franse naam.

## Codes
| Code | Arabische naam          | Franse naam   | Comorese naam |
| ---- | ----------------------- | ------------- | ------------- |
| KM-A | Andjouân OF Anjwān      | Anjouan       | Ndzuwani      |
| KM-G | Andjazîdja OF Anjazījah | Grande Comore | Ngazidja      |
| KM-M | Moûhîlî OF Mūhīlī       | Mohéli        | Mwali         |